# Stay around
Stay around is het vijftiende studioalbum van de Amerikaanse zanger, gitarist en liedschrijver J.J. Cale. Dit album is postuum uitgebracht; Cale is in juli 2013 aan een hartaanval overleden.

## Achtergrond
J.J. Cale stond bekend om zijn ingetogen, laid-back en hoekige muziekstijl. Hij is de bekendste muzikant in de Tulsa stijl (een mengeling van rock & roll, rockabilly en blues met jazzy invloeden). Hij is onder meer bekend geworden met de albums Naturally, Troubadour en Okie. Het laatste album voor zijn overlijden was Roll on (uit 2009). Zijn muziekstijl is later overgenomen door artiesten als Mark Knopfler en Eric Clapton; diens singles After Midnight en Cocaine zijn geschreven door J.J. Cale.
Het album Stay around bestaat uit nummers die niet eerder zijn uitgebracht en speciaal voor dit album zijn aangedragen door zijn weduwe Christine Lakeland - Cale en zijn vriend en manager Mike Kappus. J.J. Cale speelde zoveel mogelijk instrumenten zelf zonder gebruik te maken van dure studio's en sessiemuzikanten. Alle nummers van dit album zijn geschreven door J.J. Cale, behalve My baby blues dat is geschreven door Christine Lakeland, die vanaf eind jaren zeventig deel heeft uitgemaakt van Cale's band.

## Tracklist
| Nr. | Titel                              | Duur |
| --- | ---------------------------------- | ---- |
| 1.  | Lights down low (J.J. Cale)        | 2:20 |
| 2.  | Chasing you (J.J. Cale)            | 4:26 |
| 3.  | Winter snow (J.J. Cale)            | 3:25 |
| 4.  | Stay around (J.J. Cale)            | 4:42 |
| 5.  | Tell you ‘bout her (J. J. Cale)    | 3:45 |
| 6.  | Oh my my (J. J. Cale)              | 1:51 |
| 7.  | My baby blues (Christine Lakeland) | 3:04 |
| 8.  | Girl of mine (J. J. Cale)          | 3:02 |
| 9.  | Go downtown (J. J. Cale)           | 3:32 |
| 10. | If we try (J. J. Cale)             | 2:49 |
| 11. | Tell daddy (J. J. Cale)            | 3:24 |
| 12. | Wish you were here (J. J. Cale)    | 2:45 |
| 13. | Long about sundown (J. J. Cale)    | 2:48 |
| 14. | Maria (J. J. Cale)                 | 3:38 |
| 15. | Don’t call me Joe (J. J. Cale)     | 3:01 |

## Muzikanten
- Bill Raffensperger - basgitaar
- Bobby Emmons -  piano, orgel, keyboards
- Christine Lakeland - gitaar
- David Briggs - keyboards
- David Teegarden - drumstel
- James Cruce - drums
- Jim Keltner - drums
- Jim Karstein - drums
- Johnny Christopher - gitaar
- Kenny Buttrey - drums
- Larry Bell - keyboards
- Reggie Young - gitaar
- Rocky Frisco - piano
- Spooner Oldham - keyboards
- Tim Drummond - bas
- Tommy Cogbill - bas, gitaar
- Walt Richmond - keyboards, orgel, piano

## Productie
Dit album is geproduceerd en gemixt door J. J. Cale en gemasterd door Greg Calbi in de Sterling Sound Studios in Nashville, Tennessee.
Er zijn drie singles verschenen van dit album: Chasing you, Stay around en Go downtown.